# Płomienna piosenka
Płomienna piosenka (ang. The Song of the Flame ) – amerykański film z 1930 roku w reżyserii Alana Croslanda.

## Nagrody i nominacje
| Nazwa nagrody | Wygrane            | Nominacje                                                                  |
| ------------- | ------------------ | -------------------------------------------------------------------------- |
| Oscar         | 1930 bez rezultatu | 1930 Najlepszy dźwięk George Groves First National Studio Sound Department |